# گری وینوگرند
گری وینوگرند عکاس آمریکایی بود که او را بیشتر با عکس‌های خیابانی که از زندگی در آمریکای اوایل دهه ۶۰ میلادی گرفته می‌شناسند. وینوگرند هم‌نسل عکاسانی مثل جوئل مایروویتز، لی فریدلندر، تاد پاپاجورج و دیان آربوس بود. جان سارکوفسکی، او را عکاس محوری نسل خودش می‌داند.
گری وینوگراند که اهل محله برونکس نیویورک بود، حرفهٔ عکاسی خود را هنگام تحصیل در رشته نقاشی در دانشگاه کلمبیا ۱۹۴۸ تا ۱۹۵۱ آغاز کرد.
در این دوره، او همچنین به همراه الکسی برودوویچ، تحصیل در رشته فتوژورنالیسم در دانشگاه پژوهش‌های اجتماعی را نیز آغاز کرد و فعالیت تجاری آزاد خود را برای مجلات پرتیراژی هم‌چون کولیر، لایف و پیجنت آغاز کرد.
از سال ۱۹۵۵ عکس‌های وینوگراند در نمایشگاه‌های انفرادی و گروهی در سراسر دنیا به نمایش گذاشته شده‌است. آخرین نمایشگاه او در موزهٔ هنرهای مدرن سان‌فرانسیسکو و گالری ملی هنر واشینگتن بود که اولین نمایشگاه «مرور آثار هنری» گری وینوگراند در ۲۵ سال اخیر را برگزار کردند.
وینوگراد افتخارات بسیاری همچون بورسیه‌های گوگنهایم را در سال‌های ۱۹۶۴، ۱۹۶۹، ۱۹۷۸ و بورس مؤسسه وقف ملی برای هنر در سال ۱۹۷۵ را کسب کرده‌است. آثار او در مجموعه‌های برجسته بیشتر موزه‌های بزرگ در سراسر دنیا یافت می‌شوند. آرشیو وینوگراند در «مرکز عکاسی خلاق» دانشگاه آریزونا، توسان، نگهداری می‌شود.

## کتاب‌ها
- جانوران. نیویورک: موزه هنر مدرن، ۱۹۶۹. شابک ‎۰-۳۷۴-۵۱۳۰۱-۵.
- زنان زیبایند. لایت گالری / نیویورک ۱۹۷۵. شابک ‎۰-۸۷۰۷۰-۶۳۳-۰.
- روابط اجتماعی. نیویورک: موزه هنر مدرن، ۱۹۷۷.

## نمایشگاه‌ها

### نمایشگاه‌های فردی

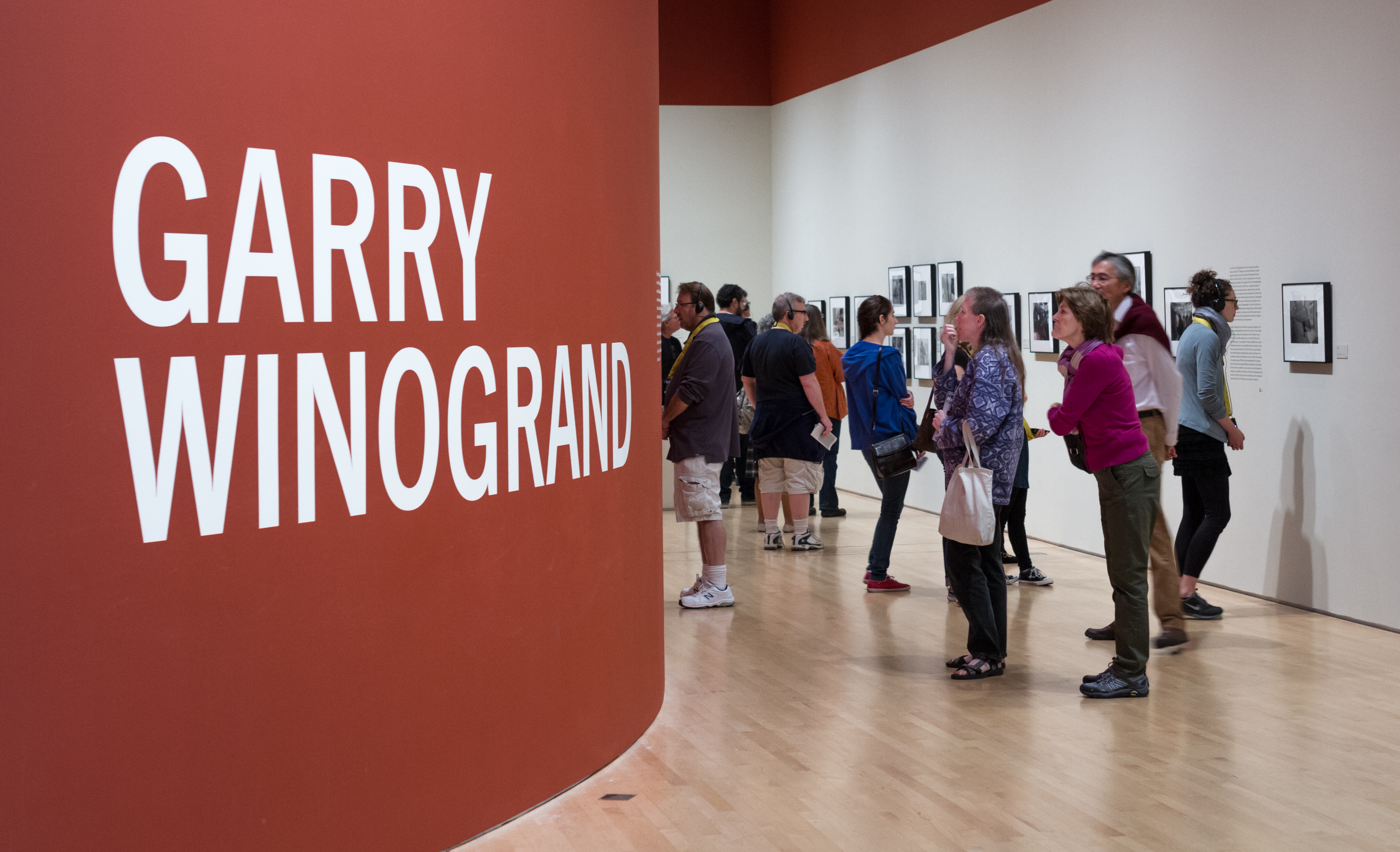
نمایشگاه در موزه هنر مدرن، سانفرانسیسکو، ۲۰۱۳.

- ۱۹۶۹: جانوران، موزه هنر مدرن، نیویورک.
- ۱۹۷۲: لایت گالری، نیویورک.
- ۱۹۷۵: زنان زیبایند، لایت گالری، نیویورک.

### نمایشگاه‌های گروهی
- ۱۹۵۵: خانواده انسان، موزه هنر مدرن، نیویورک.
- ۱۹۵۷: نگاه هفتاد عکاس به نیویورک، موزه هنر مردن، نیویورک.